# 那年夏天，宁静的海
《那年夏天，宁静的海》（日语：／ Ano Natsu, Ichiban Shizukana Umi.）是日本一部爱情电影，于1991年在日本公映。本片是北野武第3部以本名“北野武”执导的电影，也是北野武第一次在电影配乐上与久石让合作。

## 故事简介
青年人茂是一个天生的听力障碍者，他的职业是开垃圾车回收垃圾。某日，他在工作时发现了一块冲浪板并对此产生了兴趣。他将这块冲浪板带回了家，然后利用自己搜集的材料修复了它。茂带着修好的冲浪板以及自己的女朋友贵子来到海边，他迫不及待地想尝试冲浪。贵子也是一名天生的听力障碍者，她看着茂日复一日地练习着冲浪，看着他从喜欢到痴迷并渐渐地热爱上了这项运动。
茂对冲浪的热爱打动了冲浪用品店的老板，他赠送给茂一套冲浪服并交给他一张冲浪比赛的报名表。茂和贵子兴冲冲地赶去参加比赛，但由于两人未能听到广播里的比赛集合指示而导致未能参赛。但是茂并没有气馁，他继续练习并且技术越来越好。终于，茂夺得了冲浪比賽的認可并认识了许多新朋友。
又是一年夏天，贵子慢了半步來到海边，但是視線中已不再有茂，只有那片怒吼後恢復寧靜的海。

## 出演人物
| 角色名         | 饰演者   | 角色简介 |
| -------------- | -------- | --- |
| 茂             | 真木藏人 | 天生的听力障碍者。原是开垃圾车的清洁工，后因某天拾到一块损坏的冲浪板而对冲浪产生兴趣。起初他只是独自练习且装备非常不专业；但他还是逐渐爱上了冲浪。他的性格非常认真，以致于沉溺冲浪而忽视了周围。 |
| 贵子           | 大岛弘子 | 茂的女朋友，同样也是一名天生的听力障碍者。在茂练习冲浪的时候，她会在沙滩上看他练习。她的性格有温柔的一面，但也会嫉妒那些对茂有好感的女人，同时性格也有固执的一面。                               |
| 田向           | 河原佐武 | 茂的职场前辈，和茂经常一起开垃圾车搭档回收垃圾。虽然性格易怒，但是内心却很关心茂。 |
| 冲浪店中岛老板 | 藤原稔三 | 茂第一次购买冲浪板时遇到的店长。他很喜欢茂，喜欢他刻苦训练的样子。他赠送了一套冲浪服给茂，并且热心介绍其他冲浪爱好者给茂并拜托这些关照茂。                                                       |
| 冲浪店女店员   | 键本景子 | 中岛店里的女店员。茂将钱给贵子来买冲浪板，而当时招待贵子的就是她。 |
| 足球少年       | 小矶胜弥 | 茂的熟人。喜欢在工作时穿着深蓝色的足球服。在听说茂爱上冲浪时还取笑过他，但他自己却也很快喜欢上了冲浪并经常幻想自己和茂一起冲浪。                                                                 |
| 茂的上司       | 芹泽名人 | 茂的老板。因为茂多次无故旷工而注意到茂。 |
| 体操运动男     | 渡边哲   | 一个在影片开头一边做广播体操一边和贵子攀谈的男人。 |
| 小货车大叔     | 寺岛进   | 偶然邂逅到茂与贵子，并让他俩搭了自己的顺风车。 |
| 警察           | 田山凉成 | 因为小货车大叔超员驾驶而逮捕他的警察。 |
| 蜜柑女孩       | 窪田尚美 | 一个喜欢蜜柑的女孩，最初她也是陪伴她的男友练习冲浪。某日在沙滩偶遇茂时，让茂帮她剥了蜜柑皮。 |
| 足球少年的朋友 | 未注明   | 每天都和足球少年一起行动的人。性格和足球少年一样，有些冒失并因此犯了不少错。喜欢在工作时穿着灰色球衣。后来与足球少年一起凑钱买了一块便宜的冲浪板，并一起开始练习冲浪。                           |
| 冲浪爱好五人组 | 未注明   | 一群有男有女的冲浪爱好者。他们在沙滩休息时曾经点评过茂的冲浪并对他产生了兴趣，后来他们成为了朋友。                                                                                               |

神田泷梦、秋山见学者和谷体调等人也客串演出了本片。